# Artur Werner

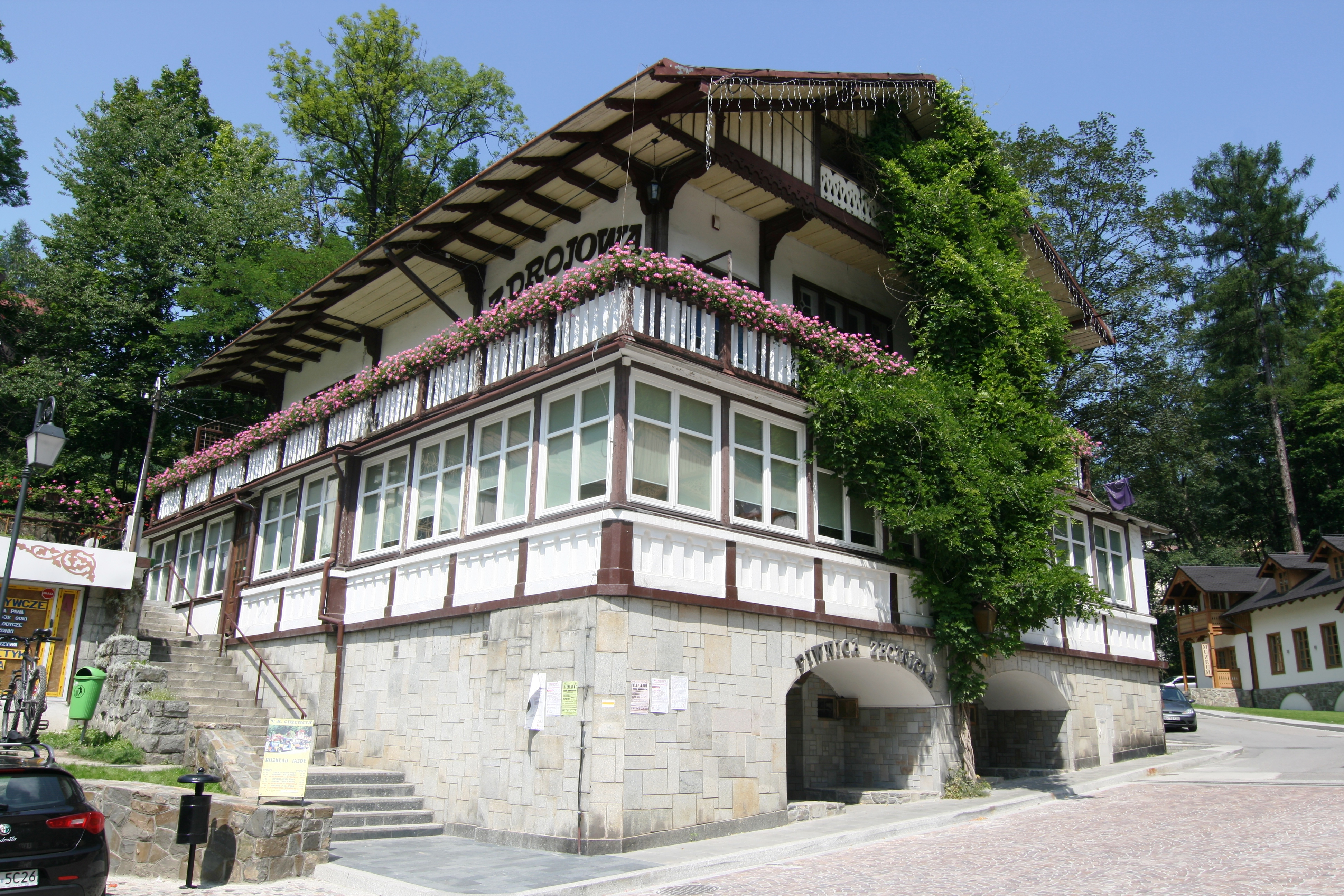
Willa „Pod Bogarodzicą” przy Placu Dietla w Szczawnicy, gdzie Artur Werner mieszkał w latach 1936–1952

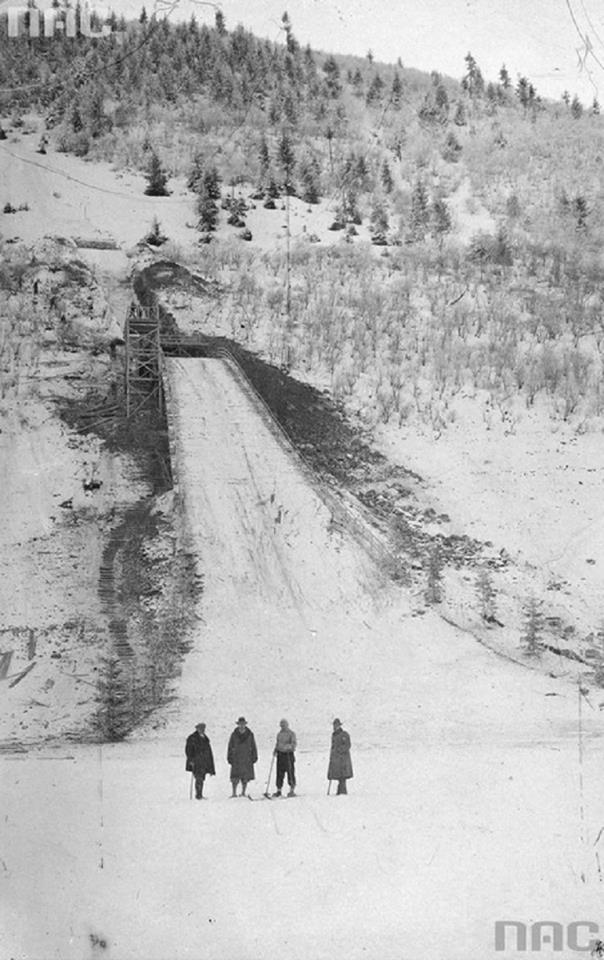
Skocznia na Jarmucie, wybudowana z inicjatywy dra Artura Wernera, luty 1932 roku, ze zbiorów NAC

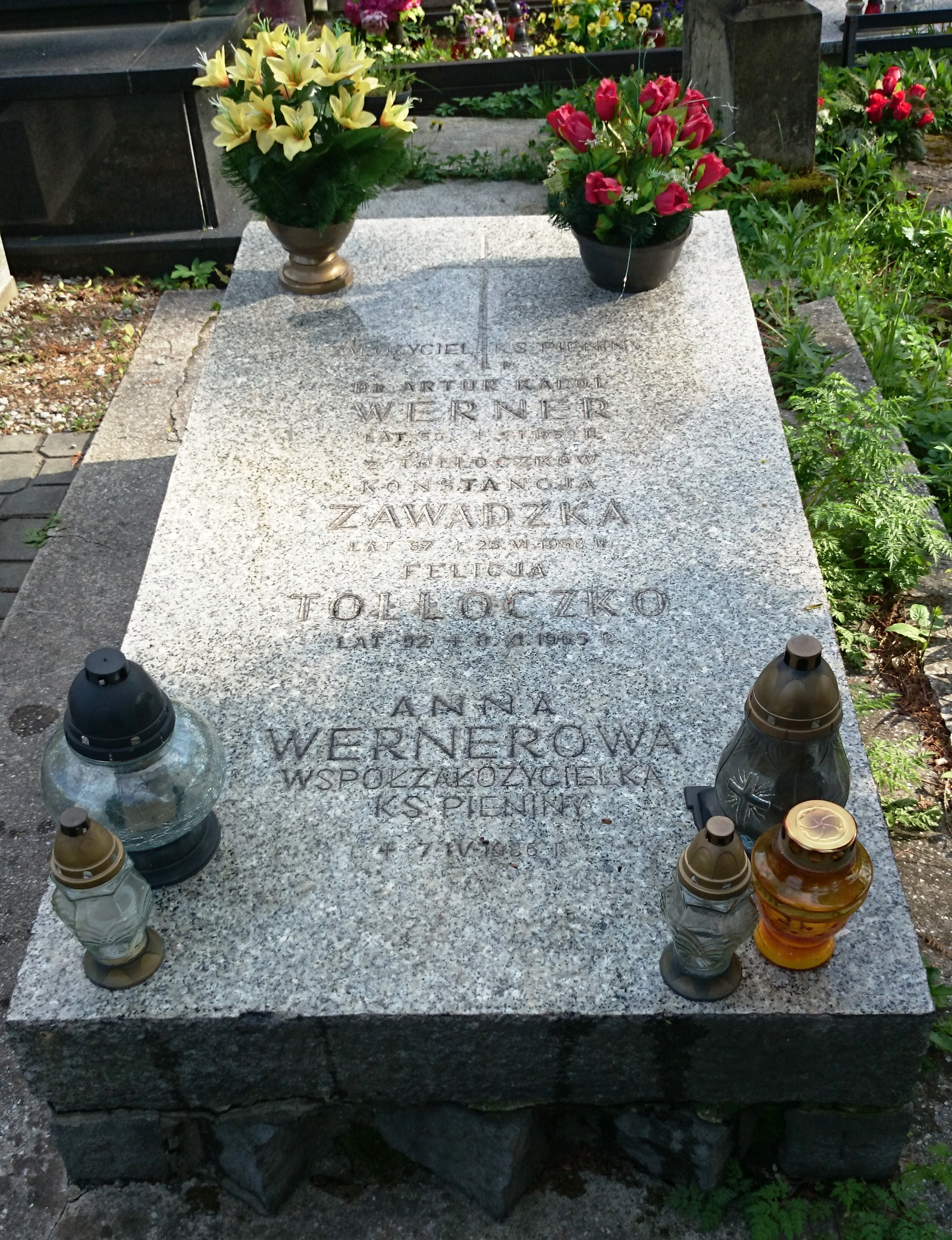
Grób Artura i Anny Wernerów
na cmentarzu parafialnym
pod Huliną w Szczawnicy

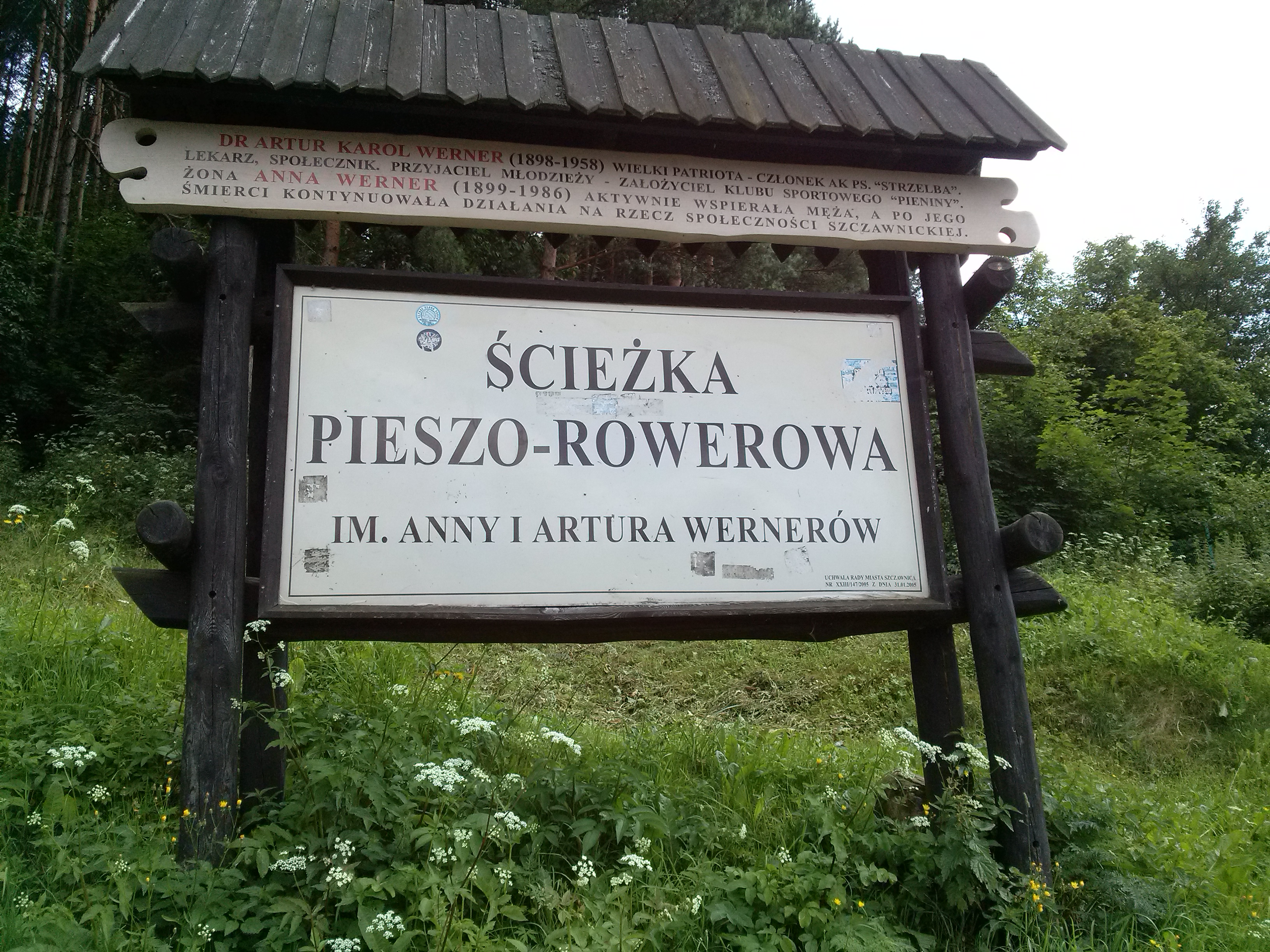
Tablica informacyjna o ścieżce pieszo-rowerowej imienia Anny i Artura Wernerów

Artur Karol Werner ps. Strzelba (ur. 31 stycznia 1898 w Lipnie, zm. 2 stycznia 1958 w Szczawnicy) – polski lekarz, działacz społeczny i sportowy, kierownik Zakładu Zdrojowo-Kąpielowego w Parku Górnym w Szczawnicy, założyciel kajakowego Klubu Sportowego „Pieniny” w Szczawnicy.

## Życiorys
Po ukończeniu gimnazjum w Łodzi w 1919 roku zgłosił się ochotniczo do Wojska Polskiego, brał udział w wojnie polsko-bolszewickiej. Po przejściu do rezerwy w 1921 roku, w stopniu kaprala podchorążego, wstąpił na Uniwersytet im. Adama Mickiewicza w Poznaniu, gdzie w 1927 roku ukończył studia medyczne z dyplomem doktora wszech nauk lekarskich. W latach 1927–1930 pracował w II Klinice Chorób Wewnętrznych w Poznaniu. Od 1930 roku w sezonach letnich pracował w Szczawnicy, gdzie przeniósł się na stałe w 1933 roku. Był wielkim propagatorem sportu wśród młodzieży. Od 1934 roku był kierownikiem Zakładu Zdrojowo-Kąpielowego. Był współzałożycielem Prewentorium Górniczego w willi „Renata” oraz dyrektorem Prewentorium im. Pstrowskiego. Pełnił obowiązki naczelnego lekarza Inhalatorium, dyrektora sanatorium Polskiego Czerwonego Krzyża w pawilonie „Modrzewie” oraz prezesa PCK w Szczawnicy.
Pod koniec sierpnia 1939 roku został zmobilizowany do Wojskowego Szpitala im. Józefa Piłsudskiego w Warszawie. W listopadzie 1939 roku wrócił do Szczawnicy, gdzie przystąpił do struktur ZWZ w Szczawnicy, kierowanych przez Zbigniewa Kołączkowskiego. Pomagał osobom przedostającym się przez granicę, został lekarzem IV batalionu 1 Pułku Strzelców Podhalańskich AK.
Od 1945 roku Werner był kierownikiem Laboratorium Chemiczno-Bakteriologicznego w Szczawnicy. W 1957 roku po przebytym zawale serca przeszedł na rentę.

## Działalność społeczna
Artur Werner był m.in.:
- przewodniczącym Szczawnickiego Koła Związku Lekarzy,
- prezesem Klubu Sportowego „Wisła” w Szczawnicy (1934–1939),
- prezesem szczawnickiego oddziału Polskiego Towarzystwa Tatrzańskiego (1934–1939, i po wojnie, po przekształceniu Towarzystwa w PTTK, do śmierci),
- prezesem szczawnickiego oddziału Polskiego Czerwonego Krzyża,
- członkiem komisji (przy Stowarzyszeniu Flisaków Pienińskich) przeprowadzającej egzaminy uprawniające do uprawiania zawodu flisaka.

## Inicjatywy społeczne
Artur Werner był m.in.:
- twórcą sekcji narciarskiej przy szczawnickim oddziale Polskiego Towarzystwa Tatrzańskiego (wspólnie z Czesławem Winiarskim, w latach 30. XX wieku)
- inicjatorem budowy skoczni narciarskiej na północnym stoku Jarmuty (brał czynny udział w zawodach i skokach narciarskich),
- pierwszym trenerem szczawnickich skoczków[2],
- założycielem (i wieloletnim prezesem, do 1954 roku[1]) kajakowego Klubu Sportowego „Pieniny” w Szczawnicy (w 1934 roku założył Pienińską Sekcję Kajakarską). Jego wychowankiem był m.in. Stefan Kapłaniak,
- inicjatorem budowy małej skoczni narciarskiej w Szczawnicy, na północnym stoku Palenicy.

## Odznaki
- Honorowa Odznaka PTTK
- Złota Odznaka 50-lecia Polskiego Związku Narciarskiego.

## Upamiętnienie
W 2005 roku Rada miasta Szczawnicy podjęła decyzję o nazwaniu ścieżki pieszo-rowerowej biegnącej wzdłuż Grajcarka do przystani, imieniem Anny i Artura Wernerów. Informuje o tym tablica pamiątkowa.

## Memoriał Anny i Artura Wernerów
Od 1961 roku co roku na Dunajcu w Szczawnicy organizowane są zawody w kajakarstwie górskim, które przyjęły nazwę Memoriału Artura Wernera, a po śmierci jego żony w 1986 roku – Memoriału Anny i Artura Wernerów. W 2018 roku rozegrano 58. Międzynarodowe Regaty Slalomowe „Memoriał Anny i Artura Wernerów”. Organizowany jest również dla młodzieży tzw. Mały Memoriał Anny i Artura Wernerów.